# 모토로라 솔루션스
모토로라 솔루션스(Motorola Solutions)는 미국의 통신장비 제조업체이다.

## 역사
2011년 1월 4일, 모토로라 인코퍼레이티드는 휴대전화사업과 본사의사업부분이 불안정적으로 운영됨에대한 걱정과 사업부 실적의 부진으로 인해 모토로라 인코퍼레이티드의 자회사로 분리하기로 결정하였고, 모토로라 솔루션스가 분리되게 된다.

## 기업 구조
- 기업: 정부와 비슷한 통신환경을 구성해준다. 고급 데이터 캡처, 무선 인프라, 바코드 스캐닝, 양방향 라디오 및 비즈니스 호출기, 무선 광대역 네트워크와 전 세계 고객을 위한 RFID 솔루션을 개발하고 있다.
- 정부: 공공 안전 및 정부의 제품을 생산한다. 모토로라는 아날로그 및 디지털 양방향 라디오, 음성 및 데이터 통신 제품 및 시스템, 무선 LAN 증권 모바일 컴퓨팅 시스템을 개발하고 있다.

## 같이 보기
- 모토로라